# Joost Maréchal
Joost Maréchal (Brugge, 3 mei 1911 - Eeklo, 22 februari 1971) was een Belgisch kunstschilder, keramist en glazenier.

## Levensloop
Hij was de enige zoon van Judocus-Felix Marechal en van VNV-senator Odile Van den Berge.
Hij doorliep de oude humaniora een het Sint-Lodwijkscollege en daarna de kandidatuur geschiedenis aan de Rijksuniversiteit Gent.
In 1931 trok hij naar het Sint-Lucasinstituut in Gent en naar de Academie voor Schone Kunsten Brugge. Van 1932 tot 1934 studeerde hij aan het Hoger Instituut Ter Kameren in Brussel, waar hij als leermeesters Gustave Van de Woestijne, Henry Van de Velde, Oscar Jespers en Joris Minne had.
Hij vestigde zich als glazenier in Sint-Andries. Vanaf 1936 begon hij ook de pottenbakkerij. Hij werd voortaan voltijds keramist.
In 1937 trouwde hij met Hilda Welvaert en ze kregen vijf kinderen. Hij werd leraar tekenen in Maldegem en leraar glasschilderkunst, keramiek en mozaïek aan de Brugse kunstacademie.
In 1944 verhuisde het gezin naar Avelgem en in 1946 naar Eeklo. In 1949 werd hij leraar aan de Sint-Lucasschool en bleef dit tot aan zijn dood.